# Mort Walker
Pour les articles homonymes, voir Walker.
Addison Mortimer Walker, dit Mort Walker, né le 3 septembre 1923 à El Dorado (Kansas) et mort le 27 janvier 2018 à Stamford (Connecticut), est un auteur de bande dessinée et illustrateur américain.

## Biographie
Mort Walker est un pilier du King Features Syndicate. Dans les années 1970, c'était l'auteur de bande dessinée américain publié dans le plus de journaux au monde.
Ses comic strips Beetle Bailey et Hi and Lois (dessiné par Dik Browne), tous deux créés au début des années 1950, figurent en 2009 parmi les plus diffusés au monde. Il a également créé Mrs. Fitz's Flats (avec Frank Roberge, 1957-1972), Boner's Ark (1968-2000), Sam's Strip (avec Jerry Dumas, 1961-1964) et Sam and Silo (avec Jerry Dumas, 1977-1995).
Son intérêt pour l'histoire de la bande dessinée américaine l'a conduit à fonder le premier musée de la bande dessinée américain, le Museum of Cartoon Art, ouvert à Greenwich dans le Connecticut en 1974. Renommé National Cartoon Museum après son déménagement à Boca Raton en 1992, puis International Museum of Cartoon Art en 1996, ce musée ferme en 2002. Ses collections sont intégrées en 2008 à la fonds Billy Ireland de l'université d'État de l'Ohio.

## Prix et récompenses
- 1954 : Prix Billy DeBeck (Reuben) pour Beetle Bailey
- 1962 : Té d'argent de la National Cartoonists Society (NCS)
- 1967 : Prix du comic strip humoristique de la NCS pour Beetle Bailey
- 1970 : Prix du comic strip humoristique de la NCS pour Beetle Bailey
- 1975 :  Prix Adamson du meilleur auteur international pour l'ensemble de son œuvre
- 1978 : Prix Elzie Segar de la NCS, pour l'ensemble de son œuvre
- 1979 : Prix Inkpot, pour l'ensemble de son œuvre
- 1988 :  Adamson d'or pour l'ensemble de son œuvre
- 2000 : Té d'or de la NCS, pour ses cinquante ans de carrière
- 2007 : Clef d'or de la NCS, pour l'ensemble de son œuvre
- 2023 : inscrit au temple de la renommée Will Eisner, pour l'ensemble de son œuvre[3]

### Documentation
- Patrick Gaumer, « Mort Walker », dans Larousse de la BD, Larousse, 2004, p. 843-844
- (en) R. C. Harvey et Mort Walker, « The Mort Walker Interview », dans The Comics Journal no 297, Fantagraphics, avril 2009, p. 24-93
- (en) R. C. Harvey, « Some things old, some things new, some things never change », The Comics Journal, no 95,‎ février 1985.
- (en) Rick Marschall, « Walker, Addison Mortimer », dans Maurice Horn (dir.), The World Encyclopedia of Comics, New York, Chelsea House, 1976, 785 p. (ISBN 0877540306), p. 690.